# Toni Arencón Arias
Toni Arencón Arias (El Prat de Llobregat, Catalunya, 1963) és un escriptor i pintor que ha conreat la poesia, el conte o relat curt i la novel·la.

## Biografia
Professionalment, és infermer i fisioterapeuta.
Com a activista cultural fou editor de la revista Lo Càntich, publicada per l'Associació de Relataires en Català (ARC), amb la que guanyà el Premi Blogs Catalunya de Cultura 2010 (promoguts per STIC.cat) i el Premi Vila de Martorell al Millor Blog de Literatura en Català 2016.
Debutà com a novel·lista amb L'ànima de l'assassí, guanyadora del Premi Ribera d'Ebre de narrativa 2014, una obra ambientada al segle xix en la ciutat de Barcelona i inspirada en la figura del frenòleg Marià Cubí.
L'any 2017 va guanyar el Premi Benvingut Oliver de Narrativa de la Vila de Catarroja amb l'obra Luxúria, on novel·la la vida del pintor Ramon Martí Alsina i el seu amor amb una noia de quinze anys, que primer va contractar com a model i que després es va convertir en la seva amant durant vint-i-cinc anys.
L'any 2022 guanyà el Premi Ciutat de Palma Llorenç Villalonga de Novel·la amb De tots els verins, el seu secret et donaré, amb protagonisme del menorquí Mateu Orfila en una ficció històrica on el jurat destacà "el maneig d'un llenguatge pulcre en el context del segle xix i la posada en valor del menorquí Mateu Orfila com un dels personatges importants de la nostra història comuna".
Amb l'obra El blau de totes les ombres, una biografia novel·lada de l'artista Santiago Rusiñol, guanyà el Premi Maria Antònia Oliver de Novel·la dins els Premis Ciutat de Manacor 2022.

## Obra
- La ballarina cega de Sidi Bou Saïd i altres relats en clau de lírica.  Barcelona: ARC, 2012 (Camí del Sorral;4). ISSN-EAN: 9772014303903 04>
- Anhelada pretèrita pluja - XXI Premi Literari Miquel Bosch i Jover.  Balenyà: Ajuntament de Balenyà, 2014. (Premi de Poesia Miquel Bosch i Jover 2014)
- El jurament i altres narracions oníriques.  Barcelona: ARC, 2014 (Camí del Sorral;19). ISSN-EAN: 9772014303903 19>
- L'ànima de l'assassí.  Valls: Cossetània Edicions, 2015 (Notes de color;73). ISBN 978-84-9034-340-1. (Premi Ribera d'Ebre de narrativa)[7][8]
- Arencón Arias, Toni; Arencón Llobet, Miquel Àngel. La casa dels enganys dels sentits.  Premià de Dalt: ARC, 2018 (Elisenda Sala;4). ISBN 978-84-1722-003-7.
- De tots els verins, el seu secret et donaré.  Palma de Mallorca: Nova Editorial Moll, 2022 (Raixa;211). ISBN 978-84-2732-211-0. (Premi Ciutat de Palma Llorenç Villalonga de Novel·la 2021)
- El blau de totes les ombres.  Manacor: Món de llibres, 2022. ISBN 978-84-0945-149-4. (Premi Ciutat de Manacor Maria Antònia Oliver de Novel·la 2022)

## Premis
- 2010 - Premi Blogs Catalunya de Cultura 2010 (Mataró, 2010): "Lo Càntich"[3]
- 2013 - I Concurs de Relats Breus de Vimbodí i Poblet, (Vimbodí i Poblet, 2013): "El jurament"[9]
- 2013 - Premi Arts i Lletres de Narrativa (Premià de Dalt, 2013): "La donzella i l'anatomista" (publicat a Carnívora -Antologia de contes del Premi Arts i Lletres a la memòria de Valerià Pujol- Diversos autors. Quaderns de la Font del Cargol. Carnívora.  Premià de Dalt: Quaderns de la Font del Cargol, p. 94.
- 2014 - XXXII Premi Ribera d'Ebre de narrativa (Vinebre, 2014): "L'ànima de l'assassí"[10][7]
- 2022 - Premi Ciutat de Palma Llorenç Villalonga de Novel·la (Palma, 2022): "De tots els verins, el seu secret et donaré".[6]
- 2022 - Premi Maria Antònia Oliver de Novel·la (Manacor, 2022): "El blau de totes les ombres".[1]